# Hôtel d'Arlempdes
L’hôtel d'Arlempdes est un hôtel particulier situé à Châteauneuf-du-Rhône, dans le département de la Drôme.

## Histoire
Ce bâtiment fait l’objet d’un classement et d'une inscription au titre des monuments historiques depuis le 8 septembre 1988.